# Trifolium dichotomum
Trifolium dichotomum — травянистое растение семейства Бобовые (Fabaceae).

## Распространение
Относится к вымирающим видам, растет на лугах в Калифорнии, на побережье залива Сан-Франциско. Этот дикий цветок растет вертикально и предпочитает тяжелые почвы на высотах менее 100 м. Недавнее исследование по сохранению Trifolium amoenum было проведено морской лабораторией города Бодего.

## Морфология
Цветочная головка почти сферическая с диаметром примерно 2,5 см. Лепестки с переходом от сиреневого к белому.

## История
Эдвард Ли Грин нашёл первый зарегистрированный экземпляр этого растения в 1890 году в округе Солано. Историческая область распространения Trifolium amoenum — крайний запад Сакраменто Валей в округе Солано, запад и север округов Марин и Сонома, где большая часть его была уничтожена городской и сельскохозяйственной деятельностью. При дальнейшем развитии человеческой деятельности, к середине XX -го века, Trifolium dichotomum был полностью уничтожен. В течение последних лет XX-го века численность его популяции сильно истощилась, приблизительно до 20-ти экземпляров, в результате перенаселения и урбанизации.
К 1993 году вид считался совсем вымершим, но был открыт вновь Петером Коннором в виде единственного растения на участке округа Сонома. Впоследствии семена этого единственного экземпляра были использованы для получения большего количества растений. Сейчас существует только одна единственная популяция, впоследствии обнаруженная в 1996 году на севере округа Марин, численность которой приблизительно 200 растений.
Trifolium dichotomum в 1997 году занесен в федеральный список исчезающих видов.